# Ciprian Porumbescu (Suceava)
Ciprian Porumbescu (in passato Stupca) è un comune della Romania di 2 191 abitanti, ubicato nel distretto di Suceava, nella regione storica della Bucovina.
Il comune è formato dal solo abitato di Ilişeşti dopo che, nel 2002, il villaggio di Bălăceana se ne è staccato andando a formare un comune autonomo.
La denominazione del comune venne cambiata da Stupca all'attuale in onore del compositore Ciprian Porumbescu che vi morì nel 1883; nel comune sono visitabili la sua casa ed un museo che ne raccoglie i cimeli.